# Flughafen Belém

i8
i11
i13

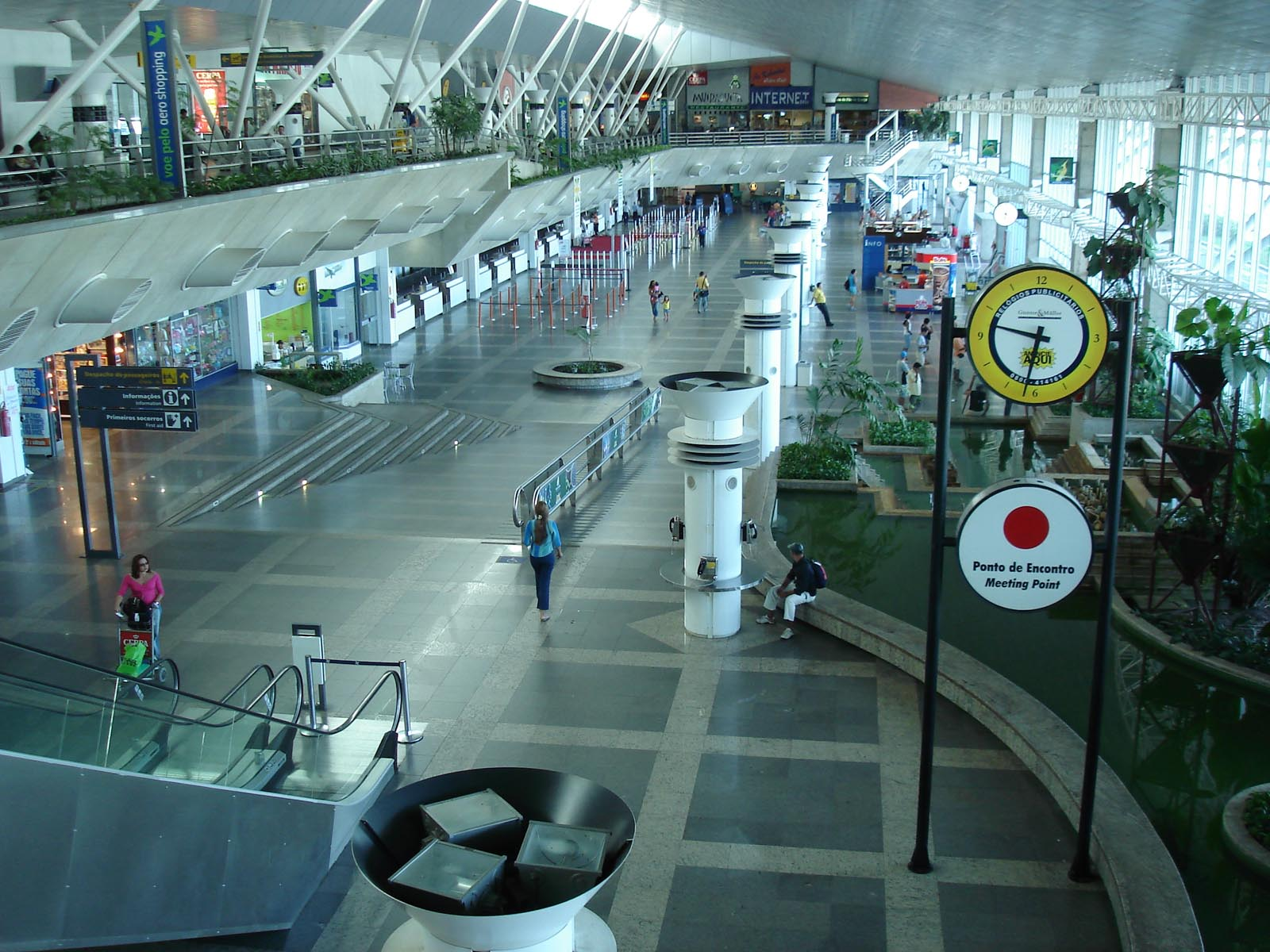
Terminal 1

Der internationale Flughafen Belém (portugiesisch Aeroporto Internacional de Belém, auch Aeroporto Val-de-Cans (Júlio Cezar Ribeiro), IATA-Code: BEL, ICAO-Code: SBBE) ist der größte und wichtigste Flughafen der brasilianischen Stadt Belém do Pará und der verkehrsreichste Flughafen in der nördlichen Region Brasiliens. 
Neben der Nutzung als ziviler Verkehrsflughafen wird er als Militärflugplatz genutzt. Die brasilianische Luftwaffe betreibt hier ihre Base Aérea de Belém, die daneben auch durch die Marine genutzt wird.

## Militärische Nutzung
Die Militärbasis auf der Westseite des Areals dient zunächst der FAB. Er untersteht deren 1. fliegerische Regionalkommando, Primeiro Comando Aéreo Regional (I COMAR). Dieses hat hier zwei fliegende Staffeln, Esquadrão, stationiert. Sie sind mit leichten Transport- bzw. P-95-Patrouillenflugzeugen zur Seeraumüberwachung ausgerüstet.
Neben der FAB nutzen auch die brasilianischen Marineflieger den militärischen Bereich. Sie haben hier eine Mehrzweckhubschrauberstaffel stationiert, die mit einigen wenigen Airbus Helicopters H225M-Mehrzweckhubschraubern in der Version UH-15 ausgerüstet ist.
Die Heeresflieger des Brasilianischen Heeres haben hier ebenfalls einige H225M-Hubschrauber der Version HM-4 stationiert.

## Zivile Nutzung
Der Flughafen verbindet Belém do Pará mit anderen Städten in Brasilien und weltweit. Am 24. Januar 1959 wurde der internationale Flughafen Belém eingeweiht und wurde 2001 einer umfassenden Reform und Erweiterung unterzogen, als seine Struktur für 78 Millionen US-Dollar vollständig geändert wurde.
Im Jahr 2018 fertigte der Flughafen 3.520.803 Passagiere und 38.856 Flugzeugbewegungen ab.

### Zwischenfälle
- Am 14. Juli 1948 verloren die Piloten einer Douglas DC-3/C-47A-70-L der Aerovias Brasil (Luftfahrzeugkennzeichen PP-AVO) während des Starts vom Flughafen Belem in einer Linkskurve die Kontrolle, was zum Absturz führte. Die auf einem Frachtflug befindliche Maschine hätte frühestens in 100 Metern Höhe eingekurvt werden dürfen. Von den sechs Insassen kamen fünf ums Leben, drei Besatzungsmitglieder und beide Passagiere.[4]

- Am 5. Mai 1949 stürzte eine mit Fleisch beladene Curtiss C-46A-5-CK Commando, die in Brasilien privat auf O. Steiner zugelassen war (PP-DKF), in der Nähe von Abaetetuba auf das rechte Ufer des Rio Moju, 60 km südwestlich vom Flughafen Belém. Von den sechs Insassen des sogenannten „Frachtflugs“ kamen der Kapitän und ein Passagier ums Leben.[5]

- Am 6. Mai 1959 flogen die Piloten einer Curtiss C-46A-4-CU Commando der brasilianischen Paraense Transportes Aéreos (PP-BTA) beim Nachtstart vom Flughafen Belém eine Rechtskurve in niedriger Höhe. Die Maschine stürzte ab und fing Feuer. Alle 3 Besatzungsmitglieder, die einzigen Insassen auf dem Frachtflug, wurden getötet.[6]

- Am 22. September 1960 stürzte eine Curtiss C-46A-4-CU Commando der brasilianischen Paraense Transportes Aéreos (PP-BTF) kurz nach dem Start vom Flughafen Belém ab und ging in Flammen auf. Alle 6 Insassen auf dem „Frachtflug“, vier Besatzungsmitglieder und 2 Passagiere, kamen ums Leben.[7]

- Am 4. April 1964 wurde mit einer Douglas DC-4 der brasilianischen Paraense Transportes Aéreos (PP-BTQ) beim Start vom Flughafen Belém/Val-de-Cans die Kontrolle über die Rollrichtung verloren. Die Maschine raste in Bäume. Ursache war, dass vor dem Start weder die Ruderverriegelung entfernt noch die Freigängigkeit der Steuerflächen überprüft worden war. Vergleichbar ist dies mit dem Losfahren mit einem Auto, bei dem das Lenkradschloss verriegelt ist. Alle Insassen überlebten den Unfall.[8]

- Am 14. März 1970 stürzte eine Fairchild-Hiller FH-227B der brasilianischen Paraense Transportes Aéreos (PP-BUF) bei heftigem Regen im Queranflug auf die Landebahn 06 am Flughafen Belém 800 Meter vor der Bahn in die Guajará Bay. Von den 40 Insassen kamen 38 ums Leben, der Kapitän und drei weitere Besatzungsmitglieder sowie 34 der 35 Passagiere.[9][10]